# オールハーツ・カンパニー
株式会社オールハーツ・カンパニーとは、愛知県名古屋市中区と東京都目黒区に本社を置き、パン専門店「アンティーク」などをフランチャイズ展開する企業。

## 概要
主要ブランドのアンティークは日本全国に店舗があり、特に「マジカルチョコリング」で知られている。チョコリングはデニッシュ生地にチョコチップとローストクルミを混ぜ込んで焼かれている。オープン当時「天使のチョコリング」と名づけられており、当初の売れ行きは良くなかったが口コミで評判が広がって人気商品へと成長していった。今では季節限定のものや、地域限定のものも販売されている。

## 沿革

### 株式会社オールハーツ・カンパニー(初代)
- 2002年（平成14年）6月 - 調理師の専門学校を卒業したばかりの田島慎也が、愛知県知多郡東浦町に「パン厨房 アンティーク」を開店[3][4]。
- 2004年（平成16年）1月9日 - 株式会社CLUB ANTIQUEを設立、本社は愛知県名古屋市中村区名駅に置いた。
- 2010年（平成22年）3月3日 - スイーツ専門店「Love Sweets Antique」を開店。世界初の生ドーナツ「とろなまドーナツ」を発売[6]。
- 2016年（平成28年）12月1日 - 愛知県名古屋市中区栄に本社を移転（現在の場所）。
- 2017年（平成29年）
  - 3月1日 - 株式会社オールハーツ・カンパニーに社名変更[7]。
  - 8月1日 - グランディールジャポン株式会社（愛知県名古屋市中区栄）、有限会社ピネード（愛知県名古屋市中区栄）、株式会社どらどら（愛知県弥富市）を吸収合併[8]。
  - 10月1日 - 株式会社バゲットラビット（愛知県名古屋市中区栄）を吸収合併[8]。
- 2018年（平成30年）8月1日 - チタカ・インターナショナル・フーズから「パステル」のデザート事業を譲渡される[9]。2015年（平成27年）に同社からパステルのレストラン事業を譲渡されていたヴィア・ホールディングスと業務提携を結ぶ[10]。ラミデュパン株式会社（京都府京都市北区）を吸収合併[8]。
- 2019年（令和元年）12月5日 - GRANDIRの高級食パン専門店「京」を大阪府大阪市北区に開店。
- 2020年（令和2年）12月15日 - ユニゾン・キャピタルが発行済みの全株式を取得[11]。田島慎也が代表取締役社長を退き、新たに鈴木基生が就任した[12]。
- 2021年（令和3年）8月1日 - 株式会社オールハーツ・カンパニー（2代目）に吸収合併され解散[8]。

### 株式会社オールハーツ・カンパニー（2代目）
- 2012年（平成24年）9月3日 - 株式会社ST BROWN設立[1][13]。
- 2017年（平成29年）8月1日 - 株式会社ALL FIELDに商号を変更[13]。
- 2021年（令和3年）8月1日 - 株式会社オールハーツ・カンパニーに商号を変更し、株式会社オールハーツ・カンパニー（初代）を吸収合併[13]。
- 2023年（令和5年）
  - 3月31日 - 小久保製氷冷蔵株式会社より株式会社オッジおよび株式会社平田屋の全株式を譲り受け、子会社化[14]。
  - 7月31日 - 子会社の株式会社平田屋を吸収合併[13]。

## 店舗ブランド
- ANTIQUE
- Pastel
- GRANDIR - 旧グランディールジャポン株式会社
- PINÈDE - 旧有限会社ピネード
- baguette rabbit - 旧株式会社バゲットラビット
- ねこねこ食パン
- ねこねこチーズケーキ
- NEKO NEKO FACTORY
- LE BENKEI
- 京